# Boudy (oblast de Kharkiv)
Pour les articles homonymes, voir Boudy (homonymie).
Boudy (ukrainien : Буди) est une commune urbaine de l'oblast de Kharkiv, en Ukraine. Elle compte 5 889 habitants en 2021.

## Géographie
La commune est assise sur la rive nord-est de la rivière Merefa, affluente de la rivière Mja, puis du Donets, dans le bassin hydrographique du fleuve Don. Elle se trouve à 18 kilomètres au sud-ouest de la ville de Kharkiv.